# Willy Wonka és a csokigyár
A Willy Wonka és a csokigyár (eredeti cím: Willy Wonka & the Chocolate Factory) 1971-ben bemutatott amerikai fantasy film, amely Roald Dahl Karcsi és a csokoládégyár című regényén alapszik. (maga az író írta a film forgatókönyvét is) A film főszerepét Gene Wilder játssza, aki a filmmel világszerte ismert lett.

## Cselekmény
Charlie Bucket, egy szegény újságosfiú az iskolából hazafelé tartva figyeli, ahogy a gyerekek meglátogatnak egy édességboltot, majd elhalad Willy Wonka (Gene Wilder) csokoládégyára mellett, ahol egy titokzatos bádogos elmondja William Allingham „A tündérek” című versének első sorait, és azt mondja Charlie-nak, hogy senki sem megy be, és senki sem jön ki. 
Charlie hazasiet özvegy édesanyjához és ágyhoz kötött nagyszüleihez. Aznap este Charlie elmondja Joe nagyapjának, hogy mit mondott a bádogos, és Joe elárulja, hogy Wonka évekkel korábban bezáratta a gyárat, mert más édességgyártók, köztük legnagyobb riválisa, Arthur Slugworth kémeket küldött, hogy ellopják a receptjeit. Wonka a gyárat három év múlva újraindította, és folytatta az édességárusítást. De a gyárkapuk zárva maradtak, az eredeti munkások nem tértek vissza a munkahelyükre, így mindenki azon tűnődött, hogy ki végzi most a régi munkájukat.
Wonka ekkor a nagy nyilvánosság számára bejelenti, hogy öt aranyjegyet rejtett el a csokoládés „Wonka szelet”-ekbe. Aki megtalál egy jegyet, az gyárlátogatást és életre szóló csokoládé-ellátást nyer. 
Az első négy jegyet az alábbi gyerekek találják meg: a falánk Augustus Gloop Nyugat-Németországból; az elkényeztetett Veruca Salt, akinek az apja az angol dióbizniszben szerezte vagyonát; az állandóan rágógumit rágó Violet Beauregarde (Montana állam); és a tévémániás Mike Teevee (Arizona állam). 
Miután a televízióban bemondják az egyes nyerteseket, később a helyszínen egy baljós kinézetű férfi jelenik meg, és valamit súg nekik.
Egy későbbi híradóból kiderül, hogy az ötödik jegyet Paraguayban találta meg egy milliomos kaszinótulajdonos, ami miatt Charlie elveszíti a reményt, hogy övé lehet az egyik nyeremény. 
Másnap Charlie hazafelé tart az iskolából, pénzt talál egy csatornában, abból vesz egy kisebb Wonka-szeletet, a visszajáróból vesz egy rendes méretű Wonka-szeletet Joe nagyapának. Hazafelé menet Charlie meghallja, hogy a milliomos meghamisította az ötödik szelvényt. Charlie kinyitja a Wonka-szeletet, és megtalálja az ötödik szelvényt. Hazafelé sietve odajön hozzá ugyanaz a férfi, akit a többi nyertessel suttogni látott, aki Slugworth néven mutatkozik be, és jutalomként felajánlja Wonka legújabb kreációjának, az Örökkévaló Gobstopper-nek a kóstolóját, de Charlie visszautasítja.
Hazatérve az aranyjeggyel, Charlie Joe nagyapát választja kísérőjének, aki húsz év után először kel ki izgatottan az ágyból. 
Másnap Wonka a gyár kapujánál fogadja a jegynyerteseket, és bevezeti őket a gyárba, ahol a túra előtt mindegyikük aláír egy szerződést. A gyárban található egy édességország, csokoládé- és egyéb édességfolyóval. A látogatók találkoznak Wonka munkásaival, az Umpa-Lumpaként ismert törpe emberekkel. Az egyéni jellemhibák miatt a többi nyertes enged a kísértésnek, aminek következtében sorra kiesnek a túráról, miközben az Umpa-Lumpák egy-egy erkölcsi tanulságú dalt énekelnek és táncolnak mindegyikük után. Ahogy a túra folytatódik, Charlie és Joe belépnek a Fizzy Lifting Drinks nevű szobába, és Wonka parancsa ellenére megkóstolják az italokat. Lebegni kezdenek, és majdnem végzetes találkozásuk van a szoba tetején lévő elszívó ventilátorral, mielőtt a büfögésük lehetővé teszi számukra, hogy visszasüllyedjenek a földre.
A túra végén Charlie és Joe, akik már csak ketten maradtak, megkérdezik, mi történt a többi gyerekkel, mire Wonka biztosítja őket, hogy a többiekkel minden rendben van. Wonka ezután sietve visszavonul az irodájába, anélkül, hogy megajándékozná őket a beígért, életre szóló csokoládéval. Joe nagypapa és Charlie belépnek az irodájába, hogy erről kérdezzenek, ahol Wonka dühösen közli velük, hogy megszegték a szerződést, amikor megitták a Fizzy Lifting Drink-et, és ezzel elvesztették a nyereményüket. Joe feljelenti Wonkát, és azt javasolja Charlie-nak, hogy bosszúból adja oda Slugworth-nak a Gobstopper-t, de Charlie visszaadja az édességet Wonkának. Wonka hirtelen örömmel Charlie-t győztesnek nyilvánítja, és elárulja, hogy a „Slugworth” néven bemutatkozó ember valójában az ő egyik alkalmazottja, Mr. Wilkinson; a Gobstopper megvásárlására tett ajánlat egy erkölcsi teszt volt a szelvény nyerteseinek, és csak Charlie ment át rajta. 
A trió belép a Wonkavátorba, egy többirányú üvegliftbe, amely kirepül a gyárból. Repülés közben Wonka elmondja Charlie-nak, hogy azért hozta létre a versenyt, hogy találjon valakit, aki elég méltó arra, hogy átvegye a gyár irányítását, és amikor nyugdíjba vonul, Charlie-nak és családjának adja azt.

## Szereplők
- Gene Wilder – Willy Wonka
- Jack Albertson – Joe papa
- Peter Ostrum – Charlie Bucket
- Roy Kinnear – Mr. Salt
- Julie Dawn Cole – Veruca Salt
- Leonard Stone – Mr. Beauregarde
- Denise Nickerson – Violet Beauregarde
- Nora Denney – Mrs. Teevee
- Paris Themmen – Mike Teevee
- Ursula Reit – Mrs. Gloop
- Michael Bollner – Augustus Gloop
- Diana Sowle – Mrs. Bucket
- Aubrey Woods – Bill
- David Battley – Mr. Turkentine
- Günter Meisner – Arthur Slugworth/Mr. Wilkinson
- Peter Capell – bádogos
- Werner Heyking  – Mr. Jopeck
- Peter Stuart – Winkelmann
- Dora Altmann – Georgina mama
- Franziska Liebing – Josephine mama
- Ernst Ziegler – George papa
- Victor Beaumont – doktor
- Frank Delfino – árus
- Gloria Manon – Mrs. Curtis
- Stephen Dunne – Stanley Kael
- Tim Brooke-Taylor – számítógépes tudós
- Ed Peck – FBI-ügynök

## Fordítás
Ez a szócikk részben vagy egészben  a   Willy Wonka & the Chocolate Factory című angol Wikipédia-szócikk ezen változatának fordításán alapul.  Az eredeti cikk szerkesztőit annak laptörténete sorolja fel. Ez a jelzés csupán a megfogalmazás eredetét és a szerzői jogokat jelzi, nem szolgál a cikkben szereplő információk forrásmegjelöléseként.